# Lucrecia Martel
Lucrecia Martel (província de Salta, Argentina, 14 de dezembro de 1966) é uma roteirista e realizadora argentina.

## Carreira
Durante a adolescência gostava de filmar a sua numerosa família, mas nunca pensou que poderia chegar a estudar cinema.
Em 1986 mudou-se para Buenos Aires para cursar a ENERC (Escola nacional de cinematografia). Realizou alguns curtas, entre eles Rey Muerto (1995), que recebeu vários prêmios em festivais internacionais.
Nos anos seguintes fez alguns documentários para a televisão e um programa infantil de humor negro, que recebeu prêmios da crítica argentina. Em 1999 recebeu o Sundance/NHK Filmaker Award pelo roteiro de La Ciénaga (O Pântano).
Já como uma diretora consagrada, em 2004, participou da Mostra Oficial do Festival de Cannes com seu segundo longa-metragem, La Niña Santa, que conta com a produção executiva dos irmãos Almodóvar.
Com seu talento e dedicação, Lucrecia Martel abriu caminho para muitos jovens da província de Salta que querem seguir seus passos.
Em 2017 estreou o filme Zama, baseado no livro de Antonio Di Benedetto.
Em 24 de junho de 2019, foi nomeada a presidente do júri da 76ª edição do Festival de Cinema de Veneza.

## Filmografia
- Zama (2017)[3]
- La Mujer Sin Cabeza (2008)
- La Niña Santa (2004)
- La Ciénaga (2001)
- Rey Muerto (1995)
- Besos Rojos (1991)
- Piso 24 (1989)
- El 56 (1988)